# Épsilon Equulei
Épsilon Equulei (ε Equ / 1 Equulei) es un sistema estelar de magnitud aparente +5,23 en la constelación de Equuleus.
Se encuentra a 176 años luz de distancia del sistema solar. 

## Componentes A y B
Las dos estrellas más brillantes de Épsilon Equulei, denominadas Épsilon Equulei A y B, son subgigantes de tipo espectral F5IV y F7IV respectivamente.
La primera tiene una temperatura superficial aproximada de 6500 K y su luminosidad es 11,1 veces superior a la del Sol.
Tiene un radio 2,6 veces más grande que el radio solar y una masa un 60% mayor que la del Sol.
La velocidad de rotación proyectada medida en el sistema —42 km/s— probablemente corresponde a esta estrella.
Por su parte, Épsilon Equulei B tiene una temperatura de 6300 K y es 7,8 veces más luminosa que el Sol.
Su radio es 2,3 veces más grande que el del Sol y puede tener una masa aproximada de 1,55 masas solares.
El período orbital de esta binaria es de 101,5 años.
Aunque la separación media entre las dos estrellas es de 35 UA, la órbita es notablemente excéntrica por lo que la separación entre ambas varía entre 10 y 60 UA.
El último periastro fue en 1920 y el próximo tendrá lugar en 2121.
Por último, se piensa que la Épsilon Equulei A puede ser, a su vez, una binaria espectroscópica.
El período orbital de esta última sería de 2,03 días.

## Componentes C y D
Aproximadamente a 10 segundos de arco del par AB se puede observar una estrella, denominada Épsilon Equulei C (HIP 103571 / BD+03 4473C), de magnitud 7,3.
Es una estrella de tipo G0V cuya separación con la binaria es igual o mayor de 665 UA, implicando un periodo orbital de más de 7500 años.
Una quinta estrella, Épsilon Equulei D (BD+03 4473D), completa el sistema estelar.
De magnitud 12,4, su separación respecto al brillante par AB es de más de 4300 UA.
El sistema Épsilon Equulei tiene una edad aproximada de 2200 millones de años.